# Tenofovir alafenamide

Tenofovir alafenamide fumarate, muối được sử dụng trong các công thức thuốc.

Tenofovir alafenamide (tên thương mại Vemlidy) là một chất ức chế men sao chép ngược nucleotide và là tiền chất của tenofovir. Nó được phát triển bởi Gilead Science để sử dụng trong điều trị nhiễm HIV và viêm gan B mạn tính, và được áp dụng dưới dạng tenofovir alafenamide fumarate (TAF). Liên quan chặt chẽ với chất ức chế men sao chép ngược thường được sử dụng tenofovir disoproxil fumarate (TDF), TAF có hoạt tính chống vi rút lớn hơn và phân phối tốt hơn vào các mô bạch huyết so với tác nhân đó. Gilead đã được FDA chấp thuận vào tháng 11 năm 2016 cho thuốc Vemlidy.
Gilead công bố một thử nghiệm lâm sàng giai đoạn 3 đánh giá một chế độ single-tablet kết hợp tenofovir alafenamide với cobicistat, emtricitabine và elvitegravir  và phát triển một coformulation của thuốc với cobicistat, emtricitabine và chất ức chế protease darunavir. Trong một nghiên cứu 48 tuần so sánh elvitegravir/cobicistat/emtricitabine/tenofovir disoproxil (tên thương mại Stribild) để elvitegravir/cobicistat/emtricitabine/tenofovir alafenamide (tên thương mại Genvoya), kết quả cho thấy loại thuốc mới hơn là noninferior đến đại lý thiết lập, nhưng với liều lượng thấp hơn nhiều và với tỷ lệ thấp hơn của các tác dụng phụ bất lợi như suy giảm chức năng thận. FDA đã phê duyệt chế độ điều trị dựa trên TAF để điều trị HIV-1 vào tháng 11 năm 2015. Genvoya là chế độ dựa trên TAF đầu tiên nhận được phê duyệt.

## Kết hợp liều cố định có chứa tenofovir alafenamide
- Elvitegravir/cobicistat/emtricitabine/tenofovir alafenamide (tên thương mại Genvoya) - được phê duyệt ngày 5 tháng 11 năm 2015 (so sánh Elvitegravir/cobicistat/emtricitabine/tenofovir; tên thương mại Stribild)
- Emtricitabine/rilpivirine/tenofovir alafenamide (tên thương mại Odefsey) [12] - đã được phê duyệt ngày 1 tháng 3 năm 2016 (so sánh Emtricitabine/rilpivirine/tenofovir; tên thương mại tuân thủ)
- Emtricitabine/tenofovir alafenamide (tên thương mại Descovy) [13] - được phê duyệt ngày 4 tháng 4 năm 2016 (so sánh Emtricitabine/tenofovir; tên thương mại Truvada)
- Bictegravir/emtricitabine/tenofovir alafenamide (tên thương mại là Biktarvy) - đã được phê duyệt 2018.
- Darunavir/cobicistat/emtricitabine/tenofovir alafenamide (tên thương mại Symtuza) [14] - được phê duyệt ngày 17 tháng 7 năm 2018